# Ponura Szczelina
Ponura Szczelina – niewielka jaskinia w Skalnym Murze w Dolinie Kobylańskiej. Pod względem geograficznym jest to obszar Wyżyny Olkuskiej wchodzący w skład Wyżyny Krakowsko-Częstochowskiej, administracyjnie znajduje się w granicach wsi Karniowice, w gminie Zabierzów w powiecie krakowskim.

## Opis obiektu
Jest to szczelina znajdująca się w kominie Skalnego Muru. Prowadzi nim droga wspinaczkowa „Ponury komin” o trudności IV w skali polskiej. Otwór szczeliny znajduje się w kominie, na wysokości kilku metrów. Można się do niego dostać wspinaczką lub zjazdem na linie.
Szczelina powstała w późnojurajskich wapieniach skalistych. Jest ciasna, wysoka, sucha i widna, a zaklinowane głazy dzielą ją na kilka części. Nacieków brak, na spągu znajduje się skalny rumosz, na ścianach żyją pająki z rodzaju Meta (sieciarz).

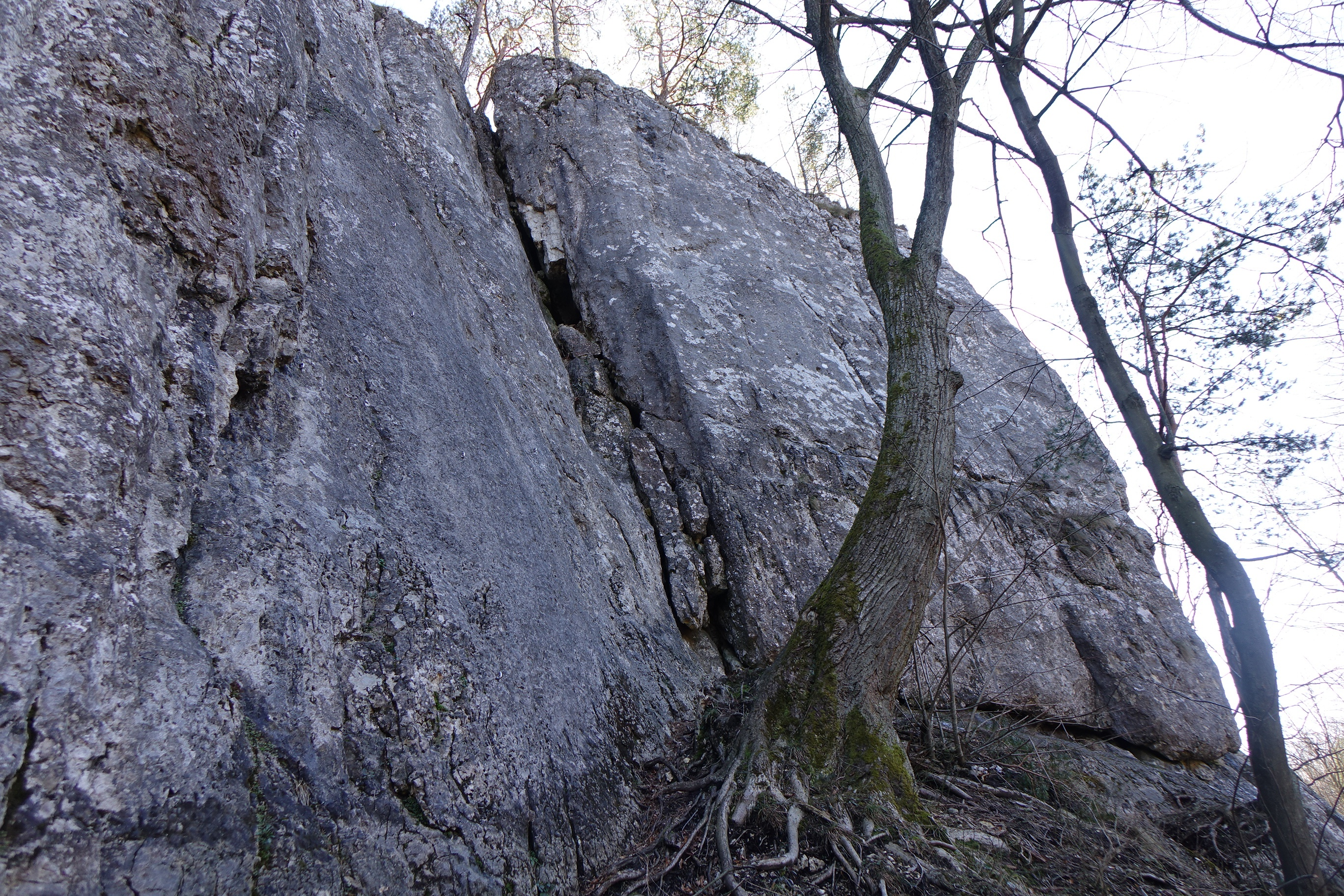
Ponury Komin z otworem Ponurej Szczeliny